# A Duna tévécsatorna műsorai
Ez a szócikk a magyarországi Duna tévécsatorna műsorait részletezi. 

## Jelenlegi műsorok

### Szkriptelt sorozatok
| Cím | Premier | Leírás | Évadok |
| --- | ------- | ------ | ------ |

### Szórakoztató showműsorok
| Műsor                    | Ismertető                                                                                      | Műsorvezetők |
| ------------------------ | ---------------------------------------------------------------------------------------------- | --- |
| A Dal                    | könnyűzenei tehetségkutató műsor (2019-ig Eurovíziós nemzeti dalválasztó műsor)                | Fodor Imre, Rókusfalvy Lili (korábbiak: Rátonyi Krisztina, Fehérvári Gábor Alfréd, Dallos Bogi, Tatár Csilla, Harsányi Levente, Király Viktor) |
| Bagi-Nacsa Orfeuma       | szkeccs- és klipshow (régi kabarérészletek). Kéthetente, csütörtökön este                      | Bagi Iván, Nacsa Olivér |
| Csináljuk a fesztivált!  | zenés show-műsor (2007–2009, majd 2022-től)                                                    | Fodor Imre, Rókusfalvy Lili |
| Fábry                    | stand-up és talkshow. Kéthetente, csütörtökön este                                             | Fábry Sándor |
| Magyarország, szeretlek! | Honismereti vetélkedő. Minden vasárnap, este                                                   | Pindroch Csaba; csapatkapitányok: Miller Zoltán és Vágó Bernadett                                                                              |
| Önök kérték!             | Kívánságműsor, a nézők levelei alapján. Minden kedden este                                     | Tamási Eszter (1971–1985?), Bényi Ildikó (1997–2025), Radványi Dorottya (2025–)                                                                |
| Ridikül                  | Női talkshow. Minden hétköznap délután                                                         | Dióssy Klári (2016–2025), Kocsis-M. Brigitta (2025–)                                                                                           |
| Szerencse szombat        | Zenés show-műsorral egybekötött Luxor, Joker és Ötöslottó sorsolás. Minden szombaton kora este | Kiss Orsi, Freddie, Mák Kata, Harsányi Levente, Lola (énekesnő)                                                                                |
| Virtuózok                | Komolyzenei tehetségkutató show-műsor                                                          | Bősze Ádám, Varga Edit |

### Hírműsorok
| Műsor                     | Ismertető | Műsorvezetők |
| ------------------------- | --- | --- |
| Híradó                    | Az M1 napi aktuális csatorna hírműsora 07.00, 12.00, 18.00-kor: kül- és belpolitika, gazdaság, bűnügy, közélet, tudomány, kultúra, sport, időjárás, közlekedés | Hevér Lóránt, Imre Balázs, Takács Bence Ervin, Meszes Boglárka, Németh Balázs, Radnai Csaba, Somorjai Balázs (korábban: Borsa Miklós, Földi-Kovács Andrea, Szabó Anett) |
| Időjárás                  | Az M1 napi aktuális csatorna időjárás előrejelzése | Fejős Ádám, Laza Bori, Molnár Csilla, Tóth Tamás |
| Kékfény                   | Hétfő esti bűnügyi magazin | Olajos Gergő |
| Öt kontinens – egy nemzet | Friss információk a világ különböző pontjain élő magyarokról, minden vasárnap reggel                                                                           | Kalocsai Andrea |

### Közéleti magazinok
| Műsor                           | Ismertető | Műsorvezetők                                                                                 |
| ------------------------------- | --- | -------------------------------------------------------------------------------------------- |
| Családi kör (korábban Almárium) | Délutáni magazinműsor az idősebb korosztály számára (hasznos tanácsok, életmódtanácsadás, szabadidős tippek). Minden hétköznapon. | Radványi Dorottya, Banner Géza, Novodomszky Éva, Kautzky Armand                              |
| Borbás Marcsi szakácskönyve     | Főzőműsor. Vasárnap késő délután                                                                                                  | Borbás Mária                                                                                 |
| Család-barát                    | Élő délelőtti magazinműsor, közéleti témákkal. Hétköznaponként másfél, hétvégente két órában                                      | Rátonyi Krisztina, Fodor Imre, Novodomszky Éva, Kautzky Armand, Somossy Barbara, Forró Bence |
| Főmenü                          | Főzőműsor. Szombat késő délután                                                                                                   | Széll Tamás, Böröcz Zsófia                                                                   |
| Hazajáró                        | A magyar turisták honismereti magazinműsora. Minden szombaton, délután                                                            | Kenyeres Oszkár, Jakab Sándor, Pintér János                                                  |
| Ízőrzők                         | Hagyományos ételeket bemutató gasztronómiai és hagyományőrző műsor. Minden szombaton, kora délután                                | Róka Ildikó                                                                                  |
| SzerencsePerc                   | (korábban: Nyeremény-percek) Skandináv-lottó és kenó sorsolás. Minden nap, késő este                                              | Galán Géza József, Papp Lili, Pártos Viktor, Zsíros Anna                                     |

### Kulturális magazinok és portrésorozatok
| Műsor          | Ismertető                                                                                            | Műsorvezetők       |
| -------------- | --- | ------------------ |
| A Nagyok       | Riportműsor a magyar kultúra és sport legendáival. Minden kedden, késő este                          | Ugron Zsolna       |
| Magyar Krónika | A közmédia kulturális magazinja, szombat délutánonként. A műsort minden hétfőn késő este megismétlik | Csőre Gábor        |
| MüpArt Classic | Komolyzenei koncertek, opera- és balettelőadások. Minden kedden, késő este                           | Sipos Szilvia Anna |

### Időszakos műsorok
| Műsorok                         | Ismertető | Műsorvezetők                                                  |
| ------------------------------- | --- | ------------------------------------------------------------- |
| Cafe Budapest – Fesztiválhíradó | Magyarország legjelentősebb kortárs művészeti fesztiválja, megújult formában és arculattal: 250 programot kínál 47 helyszínen, melyről az MTVA minden hétköznap este beszámol. | Koltay Anna                                                   |
| Nyár                            | (2020-ig: Balatoni Nyár) Június 15-től augusztus 31-ig jelentkező élő magazinműsor minden nap 10.00-tól 12.00-ig a révfülöpi mólóról                                           | Rátonyi Krisztina és Forró Bence, Somossy Barbara, Fodor Imre |

### Etnikai- és nemzetiségi magazinok
- Roma Magazin (roma etnikai magazin)
- P'amande (roma kulturális magazin)
- Srpski Ekran (szerb nemzetiségi magazin)
- Domovina (szlovák nemzetségi magazin)
- Unser Bildschirm (német nemzetiségi magazin)
- Ecranul nostru (román nemzetiségi magazin)
- Hrvatska kronika (horvát nemzetiségi magazin)
- Slovenski utrinki (szlovén nemzetiségi magazin)
- Rondó (bolgár, görög, lengyel, örmény, ruszin és ukrán nemzetiségi magazin)
- Kvartett (a visegrádi országok magazinja)

### Vallási műsorok
Vasárnap délelőttönként jelentkező, a történelmi egyházak életéről beszámoló műsorok, vallástudományi beszélgetések.
- Isten kezében
- Rome Reports – Vatikáni híradó
- "Így szól az Úr!"
- A sokszínű vallás
- Kereszt-Tények
- Katolikus krónika
- Az utódok reménysége
- Református magazin
- Új nemzedék
- Baptista ifjúsági műsor
- Unitárius ifjúsági műsor
- Református ifjúsági műsor
- Evangélikus magazin
- Önkéntesek

## Bejelentett, premier előtt álló műsorok

### Tévéfilmek
- Az élet olyan, mint a folyó?[2]
- Bolondmese[3][4]
- Egy magyar Rothschild
- Ellentétes alapállás[5]
- Félrelépni szabad (2026)[2]
- Fulladás[6]
- Hiénák[6]
- Izsák feláldozása[7]
- Kontrollcsoport (2024)[8]
- Táncos az asztal alatt[9]
- Távolság[10]
- Testamentum[11]

### Tévésorozatok
- A sors hét útja[12]

## Befejezett műsorok

### Duna Televíziós korszak (1992–2015)

#### Szkriptelt sorozatok
| Cím                     | Premier                | Megjegyzés |
| ----------------------- | ---------------------- | --- |
| Állomás                 | 2008. október 17.      | A sorozat ötlete Cselényi Lászlótól származott |
| Diplomatavadász         | 2010. augusztus 19.    | Az akkor hatályos, termékelhelyezést tiltó szabályozás miatt egy ideig szüneteltették a sorozatot, majd az érintett jeleneteket egyszerűen kiblőrözték |
| Gézengúzok – Karádysokk | nem került bemutatásra | Zenés ifjúsági sorozat. Rendező: Fonyó Gergely |
| Tűzvonalban             | 2010. augusztus 6.     | Az utolsó, 4. évad (az M1-ről átköltözve) |

Megjegyzések
- A Duna Televízió sorozatberendeléses botránya miatt három berendelésre került sorozat közül a Gézengúzok – Karádysokk nem került képernyőre (bár a forgatásról készült fotók elérhetőek az interneten[15]), az Egy különleges ember és a Suli buli pedig később Hacktion és Munkaügyek című sorozatként az akkor átalakulás alatt álló M1-en került bemutatásra.[16]

#### Hírműsorok, magazinok, dokumentumsorozatok
| Műsorok                   | Ismertető | Műsorvezetők                                                |
| ------------------------- | --- | ----------------------------------------------------------- |
| 1könyv                    | Naponta többször jelentkező 1 perces beszélgetés írókkal és olvasókkal. | Lackfi János                                                |
| Arcélek                   | A Portrésorozat olyan személyiségeket mutat be, akik magatartásukkal, munkájukkal, cselekedeteikkel példát mutatnak. |                                                             |
| Csellengők                | Eltűnt gyermekeket és felnőtteket kereső műsor. |                                                             |
| Éjjeli őrjárat            | Kulturális és művészeti műsor minden hétköznap este. | Al Ghaoui Hesna, Teszári Nóra, Veiszer Alinda               |
| Fölszállott a páva        | Az MTVA, a Duna Televízió és a Hagyományok Háza népzenei és néptánc-vetélkedője. | Herczku Ágnes, Novák Péter, Morvai Noémi                    |
| Gasztroangyal             | Magyar ételeket, tájakat, embereket bemutató műsor. Szombaton, késő délután | Borbás Mária                                                |
| Hagyaték                  | A „Hagyaték” a magyar szellemi kulturális örökség átörökítésén munkálkodik. Leporolja a magyar múlt szellemi hagyatékának egy-egy darabkájáról a modern korokban rárakódott szennyeződéseket, hogy azok újra a maguk fényességében ragyogjanak.                                       |                                                             |
| Heti hírmondó             | A térség és a nagyvilág magyarságát érintő események háttérműsora. | Csete Bea                                                   |
| Hírek                     | Aktuális információk a határon innen és túlról, minden nap. | Ciprusz Éva, Czeglédi Edit, Miklya György                   |
| Időjárás                  | Naponta többször jelentkező részletes OMSZ adatok. | Arató Réka, Károlyi Gabriella, Klement Zoltán               |
| Kárpát-expressz           | Kárpát-medencei magazinműsor. | Bereki Anikó, Gál Emese, Kozári Réka                        |
| Kikötő                    | Hétköznapi kulturális műsor, 25 percben foglalkozik az anyaországi és a határon túli alkotókkal és művekkel. Különkiadása a Kikötő Friss. | Teszári Nóra, Kalocsai Andrea, Kembe Sorel, Szikszai Rémusz |
| Kívánságkosár             | Élő délutáni kívánságműsor, hétköznaponként két órában. | Asbóth József, Banner Géza, Bényi Ildikó, Banner Géza       |
| Klubszoba                 | A műsorban olyan témákkal, amelyek baráti vagy munkahelyi közösségben beszédtémák. | Bethlen János                                               |
| Közbeszéd                 | Aktuális közéleti háttérműsor minden hétköznap. | Jegyes-Tóth Kriszta, Süveges Gergő                          |
| Kupé                      | Vasúti magazin, aminek az 1. évada még az M1 csatornán futott. | Mucsányi János                                              |
| Lélek-Boulevard           | Beszélgetések ismert vagy civil emberekkel minden hétköznap délután. | Barkó Judit                                                 |
| Lyukasóra                 | A Lyukasórát neves irodalmárok alapították, immár 21 éve. A kéthetente vasárnap jelentkező műsorban költőkből, színészekből, irodalomárokból álló összeszokott baráti társaság tagjai kalauzolják egymást és a nézőket a költészet izgalmas világába, olykor alig ismert területeire. |                                                             |
| Pannon expressz           | Magazin, melyben, a Kárpát-medencét vonattal utazzuk körbe. |                                                             |
| Parlamenti közvetítés     | Hétfőn 13:00-től és kedden 9:00-tól jelentkező politikai műsor. | Nika György                                                 |
| Sírjaink hol domborulnak  | Több mint hat évtizede már, hogy befejeződött a II. világháború, de még mindig több százezer család keresi a harctereken, a hátországban, hadifogoly- vagy munkatáborokban eltűnt, elhunyt hozzátartozóját – nekik segít a Duna TV.                                                   |                                                             |
| Száműzött magyar irodalom | Költők, írók életútjáról és műveikről igyekszik átfogó képet adni a sorozat. |                                                             |
| Szerelmes földrajz        | Ismert emberek őszinte nyilatkozata az általuk közel álló magyar tájak varázsáról. |                                                             |
| Szeretettel, Hollywoodból | Exkluzív interjú- és riportmagazin a világ legnagyobb filmcsillagaival. | Návai Anikó                                                 |
| Térkép                    | A Duna Televízió világmagazinja. | Banner Géza, Kalocsai Andrea, Volf-Nagy Tünde               |

#### Dokumentumfilm-sorozatok
| Műsor címe                      | Bemutató            | Megjegyzés                                                          |
| ------------------------------- | ------------------- | ------------------------------------------------------------------- |
| Amiről a kövek mesélnek         | 1996. április 14.   | Orbán Ágnes dokumentumfilm-sorozata történelmi városokról.          |
| Anziksz                         | 1998. október 31.   | Orbán Ágnes dokumentumfilm-sorozata műemlék-védettségű épületekről. |
| Magyar kisvasutak               | 1999. október 14.   | Seffer Gábor sorozata a magyarországi kisvasutakról.                |
| Szép, szőke szerelmünk, a Tisza | 2014. augusztus 21. | Gyenes Károly dokumentumfilm-sorozata a Tisza végig evezéséről.     |
| Vannak vidékek                  | 2005. április 23.   | Dokumentumfilm-sorozat hazai, és szomszédos tájakról.               |

### Duna Médiaszolgáltatós korszak (2015–)

#### Szkriptelt sorozatok
| Cím                          | Premier              | Évadok | Epizódok | Leírás |
| ---------------------------- | -------------------- | ------ | -------- | --- |
| Aranybulla                   | 2022. december 25.   | 1      | 6        | Dokudráma |
| Cella – Letöltendő élet      | 2023. március 20.    | 1      | 8        | Antológia sorozat |
| Csak színház és más semmi    | 2016. január 10.     | 4      | 26       | A Csak szex és más semmi című film folytatása |
| Cseppben az élet             | 2019. március 23.    | 1      | 4        | Béres József gyógyszerészről készült minisorozat A moziváltozata A feltaláló címmel került a forgalmazásba                                                                  |
| Egynyári kaland              | 2015. április 26.    | 4      | 26       | Ifjúsági vígjáték sorozat |
| Fapad                        | 2014. október 5.     | 1      | 24       | Szituációs komédia sorozat, mely egy fiktív légitársaság indulását kíséri figyelemmel                                                                                       |
| Ketten Párizs ellen          | 2015. szeptember 2.  | 1      | 3        | Minisorozat Vaszary Gábor azonos című könyvéből |
| Kossuthkifli                 | 2015. március 15.    | 1      | 6        | Történelmi minisorozat, Fehér Béla vad-romantikus regénye alapján |
| Mária Terézia                | 2018. január 5.      | 3      | 5        | Osztrák-cseh-szlovák-magyar történelmi sorozat Mária Terézia uralkodásáról. Az MTVA csak az 1. évadban volt társproducer. A 2. és 3. évad premierje az M5-ön volt 2024-ben. |
| Munkaügyek                   | 2012. március 18.    | 6      | 152      | Szituációs komédia sorozat, mely egy fiktív munkavédelmi iroda életét mutatja be                                                                                            |
| Toldi                        | 2021. szeptember 19. | 1      | 13       | Animációs sorozat Arany János azonos című elbeszélő költeményéből Moziváltozat is készült belőle                                                                            |
| Tóth János                   | 2017. március 9.     | 2      | 104      | Szituációs komédia sorozat, a Munkaügyek sorozat spinoffja |
| Tündérkert – Kísértések kora | 2023. október 13.    | 1      | 8        | Történelmi minisorozat Móricz Zigmond azonos című regényéből |

#### Szórakoztató showműsorok
| Műsorok                   | Ismertető                                                   | Műsorvezetők                    |
| ------------------------- | ----------------------------------------------------------- | ------------------------------- |
| A Bagi Nacsa Show         | Szórakoztató műsor. Kéthetente csütörtökön este             | Bagi Iván, Nacsa Olivér         |
| Honfoglaló                | Vetélkedő                                                   | Szente Vajk                     |
| Játék határok nélkül 2015 | Sportverseny                                                | Gundel Takács Gábor, Varga Edit |
| Mindenből egy van         | Színházi improvizációs, szituációs. 4. évada futott a Dunán |                                 |
| Szálka                    | Szórakoztató műsor. Kéthetente csütörtökön este             | Bagi Iván, Nacsa Olivér         |

#### Hírműsorok, magazinok, dokumentumsorozatok
| Műsorok           | Ismertető | Műsorvezetők |
| ----------------- | --- | --- |
| Aranymetszés      | Értékközvetítő kulturális magazin. Minden szerdán, késő este                                                      | Mohácsi Szilvia |
| Bábel             | Sorsokat és embereket bemutató dokumentumsorozat. Minden második hétfőn, késő este                                | Al Ghaoui Hesna |
| Csodabogár        | Fiatal tehetségekről szóló magazin. Minden szombaton, délelőtt                                                    | Ugron Zsolna |
| Élmény itthon     | Magyarország – minden élménnyel több leszel! Minden szombaton, kora este                                          | Miklya György |
| Hogy volt?!       | Retróműsor, válogatás a Magyar Televízió 60, és a Duna Televízió 20 éves archívumából. Minden vasárnap, kora este | Gaskó Balázs, Nagy György, Radványi Dorottya |
| Jövő-Időben       | Gondolatok a fenntarthatóságról. Minden csütörtökön, késő délután                                                 | Mann Dániel |
| Kívánságkosár     | Élő kívánságműsor és programajánló. Hétköznaponként, kora délután, két órában                                     | Absóth József, Bényi Ildikó, Ciprusz Éva, Erdélyi Claudia, Klement Zoltán, Morvai Noémi, Radványi Dorottya (korábban: Banner Géza, Csáky Zoltán, Volf-Nagy Tünde) |
| Kultikon          | Kulturális magazin. Minden hétköznap, késő este                                                                   | Bősze Ádám, Kalocsai Andrea |
| kult.hu           | Művészeti magazin. Minden csütörtökön, késő este                                                                  | Giró-Szász Krisztina |
| kult+             | Kulturális programajánló. mindennap a déli híradó után                                                            | Mészáros Katalin, Völgyi Tóth Zsuzsa |
| Noé barátai       | Állatbarátoknak ajánlott fél órás műsor. Minden szombat délelőtt                                                  | Rátonyi Krisztina |
| On the Spot       | Különleges helyek és élethelyzeteke dokumentumsorozata. Minden második hétfőn, késő este                          | Cseke Eszter, S. Takács András |
| Rúzs és selyem    | Divatműsor, eredetileg az M1 aktuális csatorna egyik háttérmagazinja volt, 2016. január 1-től a Dunán látható     | |
| Szabadság tér '89 | Történelmi magazin a rendszerváltásról. Minden szerdán, este                                                      | Rákay Philip |
| Szerencse híradó  | Tippműsor lottónyerteseknek, utcai kvízműsorral nyereményszelvényekért. Minden csütörtökön, késő délután          | Galán Géza József |

#### Dokumentumfilmek
- 1968 – Egy szerelem rekonstrukciója (2024. május 26.)[19]

#### Tévéfilmek
A Médiatanács, majd ezt felváltva a Nemzeti Filmintézet finanszírozta a közmédia tévéfilmjeit és tévésorozatait (a kevés kivétel között van az MTVA által támogatott Memo, Don Juan kopaszodik, Egy másik életben és  A helység kalapácsa).
A produkciók döntő többsége a Dunán került bemutatásra, de kereskedelmi csatornákon is előfordulhatott premier (Szájhős.tv – SuperTV2, Nyugati nyaralás – TV2, Bolond Istók – ATV).
A tévés premiert megelőzhette mozis forgalmazás (például a Magyar Passió, Nyugati nyaralás, Hat hét, a Mesterjátszma vagy a Lepattanó tévéfilmek esetén).
Zárójelben a tévépremier dátuma szerepel.
- A fekete múmia átka (2015. augusztus 19.)
- Kossuth papja (Duna World, 2015. október 6.)
- Csonka délibáb (2015. november 16.)
- Janus (2015. december 14.)
- Félvilág (2015. december 30.)
- A fekete bojtár (2016. március 26.)
- Magyar Fátum – A király halála (2016. augusztus 29.)
- Memo (2016. szeptember 15.)
- Tranzitidő (M5, 2016. december 10.)
- Szürke senkik (2016. december 16.)
- Álom hava (Duna World, 2017. március 18.)
- Csandra szekere (2017. április 8.)
- Árulók (2017. október 23.)
- Egy szerelem gasztronómiája (2017. december 14.)
- Örök tél (2018. február 25.)
- A színésznő (2018. április 27.)
- A vadkan vadászat (2018. május 18.)
- A merénylet (2018. szeptember 10.)
- Trezor (2018. november 4.)
- Curtiz (2019. február 22.)
- Egy másik életben (2019. augusztus 29.)
- Nino bárkája (2019. december 3.)
- Házasságtörés (2019. december 8.)
- Foglyok (2019. december 28.)
- Don Juan kopaszodik (2020. március 29.)
- Akik maradtak (2020. május 17.)
- Pilátus (2020. november 1.)
- A Halálügyész (2020. november 4.)
- Kék róka (2022. január 22.)
- Magyar passió (M5, 2022. február 25.)[27]
- Az énekesnő (2022. március 25.)
- Ida regénye (2022. december 23.)
- A helység kalapácsa (2023. január 22.)
- Memento mori – A váci legenda (2023. október 1.)[28]
- Majdnem menyasszony (2024. február 11.)[29][30]
- Ők tudják, mi a szerelem (2024. december 26.)[4][31][32][33][34]
- Ványa bácsi – Buborékkeringő (2025. január 22.)[35]
- Széchenyi és az utolsó éjszakai látogató (M5, 2025. március 11.)[3][4]
- A királytalálkozó (M5, 2025. május 20.)[36]

Koronavírus járvány idején támogatott produkciók
Ezek a tévéfilmek részesei voltak az NFI koronavírus-járvány idején nyújtott színházi támogatásának, amelyben 16 nyertes színház által kiválasztott produkcióiból készítettek tévéfilmeket 1 milliárd Ft-os támogatásból (így az egyes tévéfilmek átlagos költségvetése kb 60-70 millió Ft volt). A produkciók jelentős része a Duna és az M5 csatornán került bemutatásra.
- Frici & Aranka (2021. április 11.)
- Ítélet és kegyelem (2021. október 6.)
- Magyar Golgota (M5, 2021. október 6.)
- Ecc-pecc (2021. október 9.)
- Isten ostora (M5, 2022. február 11.)
- Örök hűség (2022. június 4.)[38]
- Csoportterápia (M5, 2022. június 10.)
- Goldmark Károly: Sába királynője (M5, 2022. június 12.[39])
- Kék kék kék (2023. március 5.)
- Korai menyegző (2023. május 28.)
- Pacsirta (M5)
- A hattyú (RTL-premier)
- Bors néni
- #apa#anya#én
- A Nyugat császára
- Lélekpark

Támogatott, de végül le nem gyártott produkciók
- A mayerlingi rejtély[40]
- Borulás[41][42]